# Carlos Frühbeck Moreno
Carlos Frühbeck Moreno (Burgos, 1977) es un profesor y escritor español.

## Biografía
Es doctor en Literatura Española y Teoría de la Literatura por la Universidad de Valladolid, donde también ha obtenido la licenciatura en Teoría de la literatura y Literatura comparada. Asimismo es licenciado en Filología Hispánica y diplomado en Óptica y Optometría por Universidad de Granada. Vive desde hace veinte años en Italia; actualmente es profesor titular de Lengua Española en la Università Kore di Enna. Como investigador ha publicado más de treinta artículos académicos sobre lingüística y literatura y tres ensayos dedicados a la poesía hispánica contemporánea. Como escritor ha publicado cuatro poemarios y el libro de relatos La ceguera de los ciervos (Ediciones del Viento, 2009) y la novela La condena de la memoria (Editorial Pre-Textos, 2024). En su obra se ha ocupado particularmente de temas como el luto y la pérdida o, como ensayista, de la relación de la escritura de vanguardia con otras tradiciones como la mística. Como poeta, sus primeros libros se sitúan en las coordenadas de la llamada poesía figurativa.

## Obras y reconocimientos

### Poesía
- Frühbeck Moreno, C. (1994). Primera claridad. Burgos: Aldecoa. ISBN: 9788470094101
- Frühbeck Moreno, C. (2003). Retratos de alquiler. Cuenca: El Toro de barro. ISBN: 9788495543875. Premio Juan Alcaide 2002.[6]
- Frühbeck Moreno, C. (2006). Caballos. León: Provincia. ISBN: 9788495702609. Premio Antonio González de Lama 2005.[7]
- Frühbeck Moreno, C. (2014). Coro de invierno. Madrid: Amargord Ediciones. ISBN: 9788416149520.

### Ensayo
- Frühbeck Moreno, C. (2003). Justo Alejo: una escritura de vanguardia y compromiso. Valladolid: Academia castellanoleonesa de la poesía. ISBN:9788493233641
- Frühbeck Moreno, C. (2014). Palabra y poética en Francisco Pino. La Coruña: Academia del Hispanismo. ISBN: 9788415175902
- Frühbeck Moreno, C. (2017). En las blancas costillas de la creación: la poesía de Héctor Viel Temperley. Madrid: Visor (editorial) ISBN: 9788498951912

### Narrativa
- Frühbeck Moreno, C. (2009). La ceguera de los ciervos. La Coruña: Ediciones del Viento. ISBN:9788496964582. Premio Miguel Delibes de narrativa 2010.[8]
- Frühbeck Moreno, C. (2024). La condena de la memoria. Valencia: Editorial Pre-Textos. ISBN: 9788419633934